# راديو.كوم
راديو دوت كوم (بالإنجليزية: Radio.com)‏ عبارة عن منصة إذاعية مجانية تبث عبر الإنترنت ومملوكة لشركة إنتركوم. يعمل الراديو كنظام توصية موسيقي، وهو العلامة التجارية الرئيسية لشبكة راديو إنتركوم التي تضم أكثر من 235 محطة إذاعية محلية في جميع أنحاء الولايات المتحدة. بالإضافة إلى ذلك، تشمل الخدمة الآلاف من برامج البث. تم إنشاؤه في الأصل بواسطة راديو سي بي سي واستحوذت عليه إنتركوم كجزء من استحواذ الشركة على راديو سي بي سي. المنافسون الرئيسيون للخدمة هم أيهارت راديو وأيهارت ميديا.